# Horst Wendt
Horst Wendt (* 20. März 1933 in Gröditz; † 9. Januar 2013 in Murchin-Relzow) war ein deutscher Gebrauchsgrafiker und Illustrator. Er gehörte zu den bedeutenden Plakatgestaltern der DDR.

## Leben und Werk
Wendt absolvierte von 1947 bis 1950 eine Lehre als Dekorationsmaler und studierte von 1951 bis 1956 an der Hochschule für Grafik und Buchkunst Leipzig. Von 1956 bis 1959 arbeitete er als Gebrauchsgrafiker bei der DEWAG Berlin. Von 1959 bis 1962 war er in Berlin Chefgrafiker des Verlags Die Wirtschaft und von 1962 bis 1964 Atelierleiter der DEWAG-Werbung. Danach arbeitete er in Berlin freischaffend als Gebrauchsgrafiker, Grafiker und Illustrator. Er gehörte 1967 mit Rudolf Grüttner, Otto Kummert und Harry Pflaum zu den Gründungsmitgliedern des Kollektivs von Gebrauchsgrafikern Ring 67. Er gestaltete insbesondere Plakate, aber auch Ausstellungskataloge, illustrierte Bücher und war 1979 an der grafischen Ausstattung eines Fernsehabends des 2. Programms des Deutschen Fernsehfunks beteiligt.
Wendt war bis 1990 Mitglied des Verbands Bildender Künstler der DDR.

## Ehrungen in der DDR (unvollständig)
- 1967, 1968, 1972, 1973 und 1977: Auszeichnung im Wettbewerb Die 100 besten Plakate des Jahres
- 1968: Banner der Arbeit Stufe II (im Kollektiv)
- 1986: I. Preis im Plakatwettbewerb zum XI. Parteitag der SED

## Rezeption in der DDR
Wendts Plakatgestaltungen „sind zumeist von einer markanten politischen Grundidee getragen, die in einer gedankenvollen Komposition durch die Zueinanderordnung einschlägiger Bildzeichen und Bildelemente bildhaft begreiflich gemacht wird. Hier steht er deutlich in der Traditionslinie von Heartfield …“

## Buch-Illustrationen (unvollständig)
- Ernst Kretzschmar, Ernst-Heinz Lemper: Görlitz. Sachsenverlag Dresden, 1959.
- Heinz Knobloch (Hrsg.): Schattensprünge, Feuilletons von Jürgen Borchert u. a. Mitteldeutscher Verlag, Halle (Saale), 1976
- Jürgen Borchert: Elefant auf der Briefwaage. 40 Feuilletons. Mitteldeutscher Verlag, Halle, 1979

## Teilnahme an zentralen und wichtigen regionalen Ausstellungen in der DDR
- 1965: Berlin, Deutsche Akademie der Künste („Junge Künstler. Gebrauchsgraphik“)
- 1967 bis 1988: Dresden, VI. Deutsche Kunstausstellung bis X. Kunstausstellung der DDR
- 1970: Berlin, Altes Museum („Im Geiste Lenins“)
- 1969 und 1983: Leipzig, Messehaus am Markt („Kunst und Sport“)
- 1976, 1979, 1982 und 1986: Berlin, Bezirkskunstausstellungen (Gebrauchsgrafik)
- 1979: Berlin, Altes Museum („Weggefährden – Zeitgenossen. Bildende Kunst aus 3 Jahrzehnten “)
- 1985: Berlin, Nationalgalerie („Auf gemeinsamen Wegen. Kunstausstellung zum 40. Jahrestag des Sieges über den Hitlerfaschismus und der Befreiung des deutschen Volkes“)
- 1985: Berlin, Berliner Stadtbibliothek („Marken und Zeichen aus der DDR“)